# Mike Swain
Michael Lee „Mike” Swain (ur. 21 grudnia 1960 w Elizabeth w stanie New Jersey) – amerykański judoka. Trzykrotny olimpijczyk. Brązowy medalista z Seulu 1988; jedenasty w Los Angeles 1984 i 34. w Barcelonie 1992. Walczył w wadze lekkiej.
Mistrz świata w 1987; drugi w 1985 i 1989, uczestnik zawodów w 1983. Startował w Pucharze Świata w 1989 i 1992. Triumfator igrzysk panamerykańskich w 1987; trzeci w 1983. Mistrz panamerykański w 1986; trzeci w 1978. Drugi na igrzyskach dobrej woli w 1990. Trzeci na uniwersjadzie w 1985 roku.
Jego żona Tânia Ishii startowała w turnieju judo w Barcelonie 1992; teść Chiaki Ishii zdobył brązowy medal w Monachium 1972, a szwagierka Vânia Ishii była olimpijką w Sydney 2000 i Atenach 2004.

## Letnie Igrzyska Olimpijskie 1984
| Konkurencja | Rundy eliminacyjne    | Rundy eliminacyjne       | Rundy eliminacyjne  | Klas. końcowa |
| Konkurencja | Przeciwnik I          | Przeciwnik II            | 1/4                 | Miejsce       |
| ----------- | --------------------- | ------------------------ | ------------------- | ------------- |
| 71 kg       | Frank Evensen (NOR) Z | Yousuf Al-Hammad (KUW) Z | Luiz Onmura (BRA) P | 11.           |

## Letnie Igrzyska Olimpijskie 1988
| Konkurencja | Rundy eliminacyjne    | Rundy eliminacyjne      | Rundy eliminacyjne | Repasaże               | Finały                | Klas. końcowa |
| Konkurencja | Przeciwnik I          | Przeciwnik II           | 1/4                | Przeciwnik I           | O 3 miejsce           | Miejsce       |
| ----------- | --------------------- | ----------------------- | ------------------ | ---------------------- | --------------------- | ------------- |
| 71 kg       | Nelson Ombito (KEN) Z | Glenn Beauchamp (CAN) Z | Sven Loll (GDR) P  | Steffen Stranz (FRG) Z | Kerrith Brown (GBR) P | 3.            |

- Wywalczył brązowy medal na skutek dyskwalifikacji za doping Kerritha Browna

## Letnie Igrzyska Olimpijskie 1992
| Konkurencja | Rundy eliminacyjne  | Klas. końcowa |
| Konkurencja | Przeciwnik I        | Miejsce       |
| ----------- | ------------------- | ------------- |
| 71 kg       | Park Yong-i (PRK) P | 34.           |